# التقليد والموهبة الفردية
التقليد والموهبة الفردية (بالإنجليزية: Tradition and the Individual Talent)‏ مقالة كتبها تي. إس. إليوت في 1919. نشرت المقالة في جزئين في مجلة «الذاتي» (1919) ثم في كتاب إليوت النقدي الأول الغابة المقدسة (1920).
المقال يتحدث فيه عن طبيعة العمل الفني، وطبيعة التقليد في الشعر، ويرى أن التقليد في الشعر كلمة غريبة، فالشاعر لابد وأن يهضم أعمال غيره ثم يخرج خلقا جديدا يناسب روحه وعصره ، إن عملية الإبداع لايمكن فصلها عن الأعمال السابقة، ولكن شعور الشاعر هو الذي يوصل إلى الإحساس بتفرده ليس في المعاني أو أنه أتى بشيء جديد، ولكن في تجربته الشعرية وأن يكسوها بروح عصره.